# Waldemar van Denemarken (bisschop)
Waldemar van Denemarken (?, 1157/1158 - Citeaux, 1235/1236) was een zoon van koning Knoet V van Denemarken en van Helena van Zweden. Na zijn studies in Parijs wordt hij bisschop van Sleeswijk en in 1192 werd hij verkozen tot (tegen)aartsbisschop van Bremen-Hamburg. In 1193 wordt hij om zijn onafhankelijk politiek handelen door koning Knoet VI van Denemarken gevangengenomen en blijft opgesloten tot 1206. Dankzij de Hohenstaufen wordt hij in 1206 opnieuw aartsbisschop van Bremen, maar paus Innocentius III weigert zijn aanstelling en zet hem ook af als bisschop van Sleeswijk. Hij streed nog om de Deense troon, noemde zich koning van Denemarken en werd ten slotte monnik in Loccum en Citeaux, waar hij in 1235/1236 overleed.